# Basileuterus delattrii
La reinita coronicastaña (Basileuterus delattrii), también conocida como reinita cabecicastaña (en Costa Rica y Nicaragua), chipe coronirrufa (en Honduras), reinita gorricastaña (en Panamá), chipe gorra canela sureño (en México), chiví corona castaña (en Venezuela) o arañero cabecirrufo (en Colombia), es una especie de ave paseriforme de la familia Parulidae, perteneciente al numeroso género Basileuterus. Fue recientemente separada de Basileuterus rufifrons, en 2021. Es nativa de América Central y del noroeste de América del Sur.

## Distribución y hábitat
Se distribuye desde el extremo sur de México, por Guatemala, El Salvador, Honduras, por la pendiente del Pacífico de Nicaragua, Costa Rica, hasta el centro de Panamá;  y desde el norte hasta el suroeste de Colombia, y hasta el extremo noroeste de Venezuela.
Esta especie es considerada común en sus hábitats naturales: los bosques caducifolios secos a semi-húmedos, los crecimientos secundarios jóvenes, los bordes de selvas y las plantaciones de café.

## Sistemática

### Descripción original
La especie B. delattrii fue descrita por primera vez por el naturalista francés Charles Lucien Bonaparte en 1854 bajo el mismo nombre científico; su localidad tipo es: «Nicaragua».

### Etimología
El nombre genérico masculino «Basileuterus» proviene del griego «basileuteros» (derivado de «basileus», que significa ‘rey’) aplicado por Aristóteles a un pequeño pájaro generalmente identificado como un Troglodytes, pero que también se conjetura podría ser un Phylloscopus o un Regulus; y el nombre de la especie «delattrii» conmemora al naturalista y colector francés Adolphe Delattre (1805–1854).

### Taxonomía
El presente grupo de subespecies ya había sido tratado en un pasado más remoto como una especie plena y hasta recientemente como parte de un amplio Basileuterus rufifrons, a pesar de reconocidas diferencias morfológicas y de vocalización y principalmente debido a la sospecha de integradación en la región de la subespecie B. rufifrons salvini en Chiapas/Guatemala. Los estudios de Demko y Mennill (2019) y Demko et al. (2020) que utilizaron una amplia gama de especímenes demostraron de forma robusta, con base en datos morfométricos, características de plumaje y de vocalizaciones, que no existe tal intergradación y que se trata de dos especies diferentes. Con base en los datos presentados, el Comité de Clasificación de Norte y Mesoamérica (N&MACC) en la Propuesta 2021-B-8, así como el Comité de Clasificación de Sudamérica (SACC) en la Propuesta No. 1033, aprobaron la separación.

### Subespecies
Según las clasificaciones del Congreso Ornitológico Internacional (IOC) y Clements Checklist/eBird v.2021 se reconocen tres subespecies, con su correspondiente distribución geográfica:
- Basileuterus delattrii delatrii Bonaparte, 1854 – sur de Guatemala (probablemente también en el extremo sureste de Chiapas, en las adyacencias de México) al sur hasta el centro de Costa Rica.
- Basileuterus delattrii mesochrysus P.L. Sclater, 1860 – sur de Costa Rica hacia el sur hasta el norte y centro de Colombia (al sur hasta Huila) y extremo oeste de Venezuela (Serranía del Perijá).
- Basileuterus delattrii actuosus Wetmore, 1957 – isla Coiba, litoral de Panamá.